# ۴۰ (پیش از میلاد)
۴۰ (پیش از میلاد) ۴۰مین سال قبل از تقویم میلادی است.